# Aplikacja sędziowska
Aplikacja sędziowska – proces szkolenia absolwentów prawa (aplikacja) przygotowujący do objęcia urzędów asesora sądowego i sędziego. Aplikacja sędziowska prowadzona jest przez Krajową Szkołę Sądownictwa i Prokuratury w Krakowie, trwa 36 miesięcy. Aplikanci nie mogą podejmować zatrudnienia (z wyjątkiem działalności naukowej i dydaktycznej).
Aplikantem sędziowskim może zostać osoba, która:
- posiada obywatelstwo polskie i korzysta z pełni praw cywilnych i obywatelskich
- jest nieskazitelnego charakteru
- ukończyła wyższe studia prawnicze w Polsce i uzyskała tytuł magistra lub zagraniczne uznane w Polsce.